# Charles Cutter

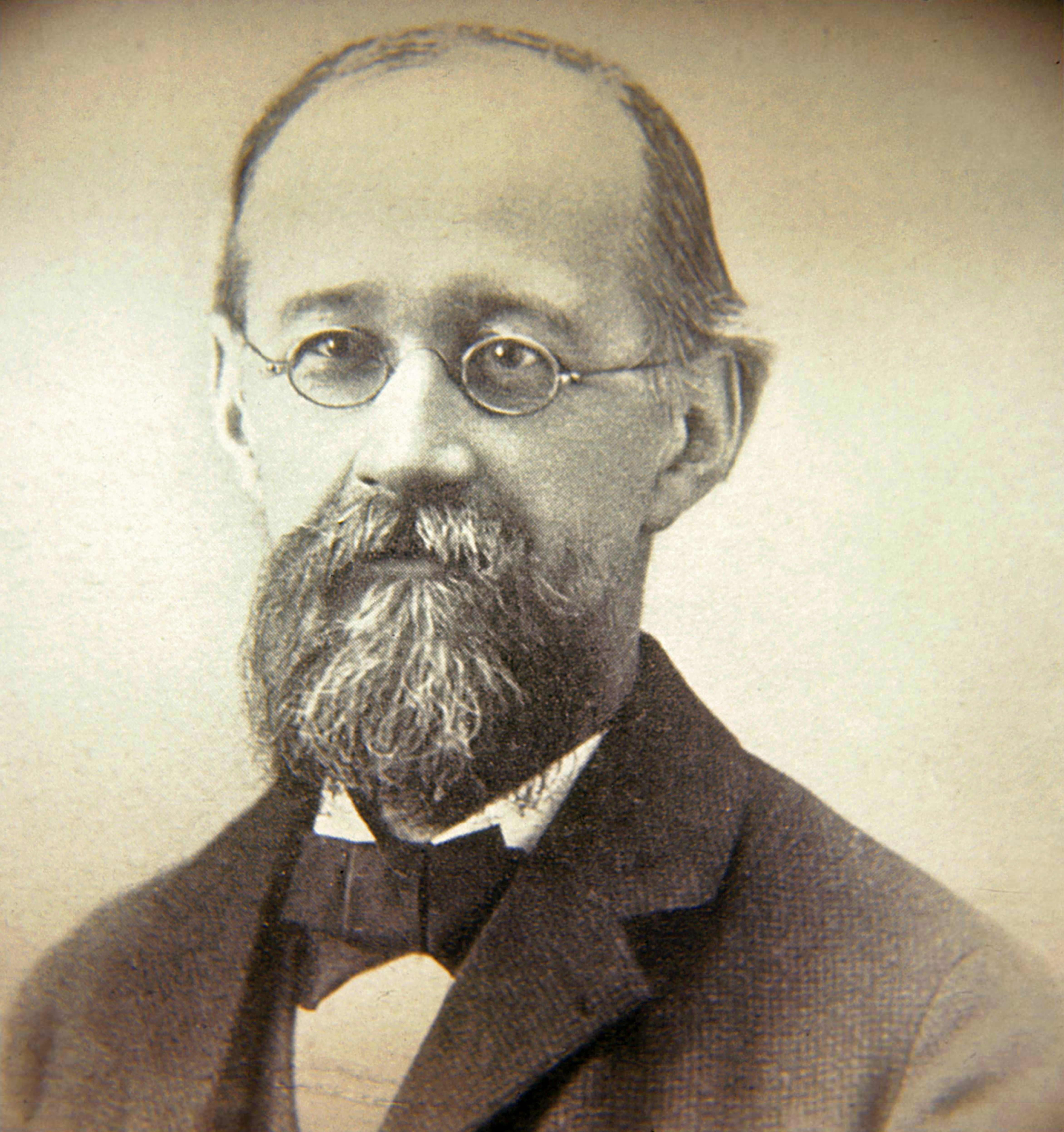
Charles Ammi Cutter

Charles Ammi Cutter (* 14. März 1837 in Boston, Massachusetts, USA; † 6. September 1903 in Walpole, New Hampshire, USA) war ein US-amerikanischer Bibliothekar.
Charles Cutter absolvierte die Harvard-Universität, wo er auch in der Bibliothek arbeitete. 1868 wurde er Bibliothekar im Boston Athenæum. 1876 war er Mitbegründer der American Library Association (ALA).
Cutter arbeitete auf dem Gebiet der Bibliothekssystematiken und entwarf ein nach ihm benanntes Klassifikationssystem („Cutter Expansive Classification“) wie auch gemeinsam mit seiner Kollegin Kate Emery Sanborn eine neue Methode zur Signaturbildung, die sog. Cutter-Sanborn Author Table oder Cutter-Sanborn Notation (auch „Cutter Nummern“ genannt).

## Bibliographie
- Charles Cutter, Kate E. Sanborn: Three-figure author table. Huntting, Chicopee 1969.